# Giuseppe Petito
Giuseppe Petito (Civitavecchia, Laci, 25 de febrer de 1960) és un ciclista italià, ja retirat, que fou professional entre 1981 i 1996. El 1980, com a ciclista amateur, va prendre part als Jocs Olímpics d'Estiu de Moscou. En el seu palmarès destaca una victòria d'etapa a la Volta a Espanya de 1983 i el Trofeu Laigueglia de 1984. Una vegada retirat passà a exercir tasques de director esportiu en diferents equips.

## Palmarès
- 1979
  - 1r al Trofeu Gianfranco Bianchin
- 1981
  - 1r al Trofeu Ciutat de Castelfidardo
- 1982
  - Vencedor d'una etapa de la Volta a Suècia
- 1983
  - Vencedor d'una etapa de la Volta a Espanya
- 1984
  - 1r al Gran Premi Cecina
  - 1r al Trofeu Laigueglia
- 1987
  - 1r al Giro de Campània
- 1991
  - Vencedor d'una etapa de la Setmana Siciliana
- 1993
  - Vencedor d'una etapa al Giro de la Pulla

### Resultats al Giro d'Itàlia
- 1982. Abandona
- 1983. 77è de la classificació general
- 1985. 71è de la classificació general
- 1986. 84è de la classificació general
- 1987. 77è de la classificació general
- 1988. 106è de la classificació general
- 1989. 109è de la classificació general
- 1991. 69è de la classificació general
- 1992. 68è de la classificació general
- 1993. 93è de la classificació general
- 1994. 92è de la classificació general

### Resultats al Tour de França
- 1986. Abandona (13a etapa)
- 1994. Abandona (12a etapa)

### Resultats a la Volta a Espanya
- 1983. Abandona (17a etapa). Vencedor d'una etapa
- 1984. Abandona (11a etapa)
- 1994. 92è de la classificació general
- 1995. 71è de la classificació general